# ماسون كول
ماسون كول (بالإنجليزية: Mason Cole)‏ هو لاعب كرة قدم أمريكية أمريكي، ولد في 28 مارس 1996 في شيكاغو في الولايات المتحدة.